# Sergio Erill
Sergio Erill Saéz (Barcelona, 12 de octubre de 1938 - San Cugat del Vallés, 29 de febrero de 2020) fue un médico internista y farmacólogo clínico, docente e investigador catalán. Fue impulsor de la farmacología clínica en España y director fundador de la Fundación Dr. Antoni Esteve.

## Biografía

#### Formación
Sergi Erill nace en Barcelona en plena Guerra Civil, estudia en el Liceo Francés y se licencia en Medicina por la Universidad de Barcelona (1963). En 1967 obtiene el título de doctor con una tesis dirigida por Agustí Pedro i Pons. El mismo año consigue la beca Merck International Fellow en Clinical Pharmacology que le permite iniciar su formación en farmacología clínica en Estados Unidos, primero en la Universidad de Kansas (1967) y posteriormente en la Universidad de Míchigan (1968-69). De vuelta a Barcelona logra la especialidad de Medicina Interna (1970) y la de Farmacología Clínica (1983), y en el ámbito docente obtiene una plaza de profesor de fisiología, primero, y de farmacología, después, en la Facultad de Medicina de la Universidad Autónoma de Barcelona. Posteriormente se convierte en catedrático de farmacología, ejerciendo primero en la Universidad del País Vasco (1976-79) y después, en la Universidad de Granada (1980-83). Entre 1983 y 1998, de vuelta a Barcelona, compagina la dirección de la Fundación Dr. Antoni Esteve con la docencia como profesor de Farmacología a la Universidad de Montreal.

#### Docencia, investigación y divulgación
Sergi Erill fue presidente de la Sociedad Española de Farmacología (1982-86), presidente de la Comisión Nacional de Farmacología Clínica (1978-81), experto de la OMS en la evaluación de medicamentos (1983-92), miembro de la Comisión Asesora de la Fundación Juan March (1986-88), presidente de la Comisión Nacional de Farmacovigilancia (1987-88), director científico de Laboratorios Dr. Esteve (1989-2003) y miembro de la Comisión de Bioética y profesor del Máster en Bioética y Derecho de la Universidad de Barcelona (1996-2020), entre otras responsabilidades. También fue miembro del Comité de Selección de la International Union of Basic and Clinical Pharmacology de 2006 a 2010. Siempre aceptó cargos que suponían retos y con posibilidades de hacer contribuciones, mientras rechazaba reconocimientos que consideraba anecdóticos.

#### Fundación Dr. Antoni Esteve
Entre 1982 y 2019 fue director de la Fundación Dr. Antoni Esteve, siendo uno de sus proyectos más destacados y del que se sentía más orgulloso. Fundada por la familia Esteve con el objetivo prioritario de estimular el progreso de la farmacoterapéutica mediante la comunicación y el debate científico, el alma mediante la cual Sergi Erill la construyó e hizo crecer durante treinta y siete años fue "not a laboratory for mixing compounds, but a laboratory for mixing scientists". Las numerosas iniciativas que llevó a cabo pueden consultarse en la web de la Fundación.